# Atyphella ellioti
Atyphella ellioti es una especie de luciérnaga del género Atyphella. Es originaria de Australia.